# Château de Choisy-le-Roi
Le château de Choisy était un château royal situé au bord de la Seine, à Choisy-le-Roi (dans l'actuel département du Val-de-Marne). Il fut notamment la résidence de la Grande Mademoiselle, cousine du roi Louis XIV, du Grand Dauphin, fils de ce dernier, ou encore de Louis XV, son arrière-petit-fils. Deux pavillons d'époque Louis XV font d'ailleurs l'objet d'une inscription au titre des monuments historiques depuis le 2 mai 1927. Le château tomba en ruine après la Révolution française et n'existe quasiment plus.

## Un château du Grand Siècle (XVIIe)

### La Grande Mademoiselle (vers 1678-1693)

#### L'édification du château
Entre 1678 et 1686, mademoiselle de Montpensier, cousine de Louis XIV, dite « la Grande Mademoiselle », fait l'acquisition pour 40 000 livres d'une « maison de plaisance » située à Choisy et fait construire à la place un château sur des plans de Jacques IV Gabriel. Ce château est connu par des gravures de Mariette, Pérelle et Aveline. Le fronton sculpté et la décoration intérieure sont l'œuvre d'Étienne Le Hongre et de Charles de la Fosse (1682-1686). Le plafond de la galerie aurait dû être peint par La Fosse, peintre préféré de la Grande Mademoiselle, mais finalement le projet n'aboutit pas et le plafond fut laissé en blanc. 
André Le Nôtre est consulté sur les jardins : trouvant le site sinistre (« On n’y voyait la rivière que comme par une lucarne. »), il conseille de commencer par « mettre bas tout ce qu’il y avait de bois », ce qui ne fut pas fait. La princesse ne suivit pas les instructions de Le Nôtre et conserva le peu de couvert qu'elle avait. Elle tenait surtout à voir, le raconte-t-elle dans ses mémoires, la circulation fluviale depuis sa chambre.

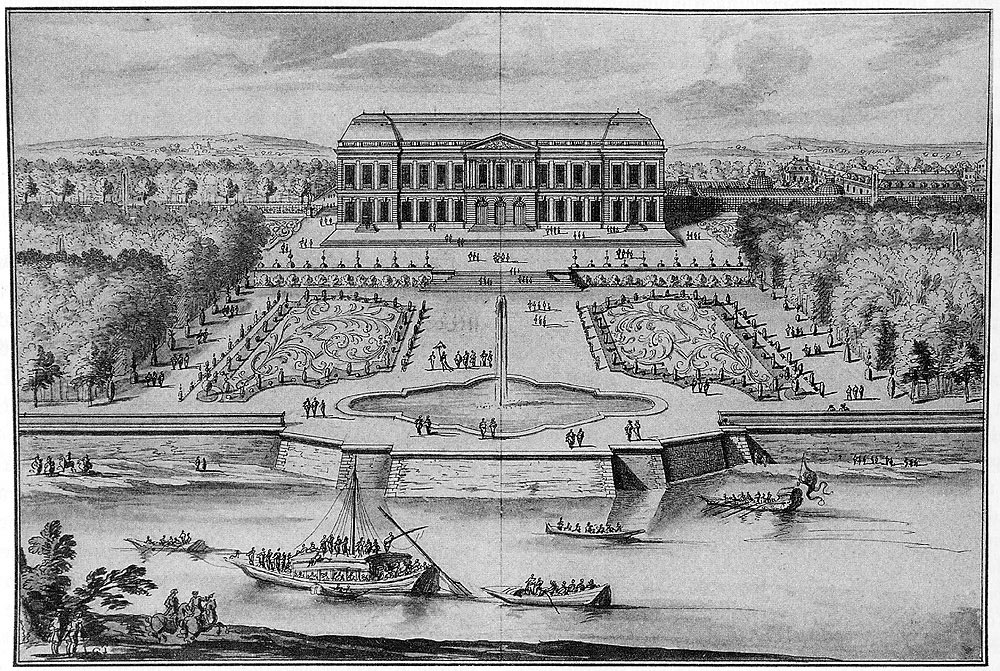
Le château de Choisy dans son premier état, vers 1685. Dessin de Pérelle.
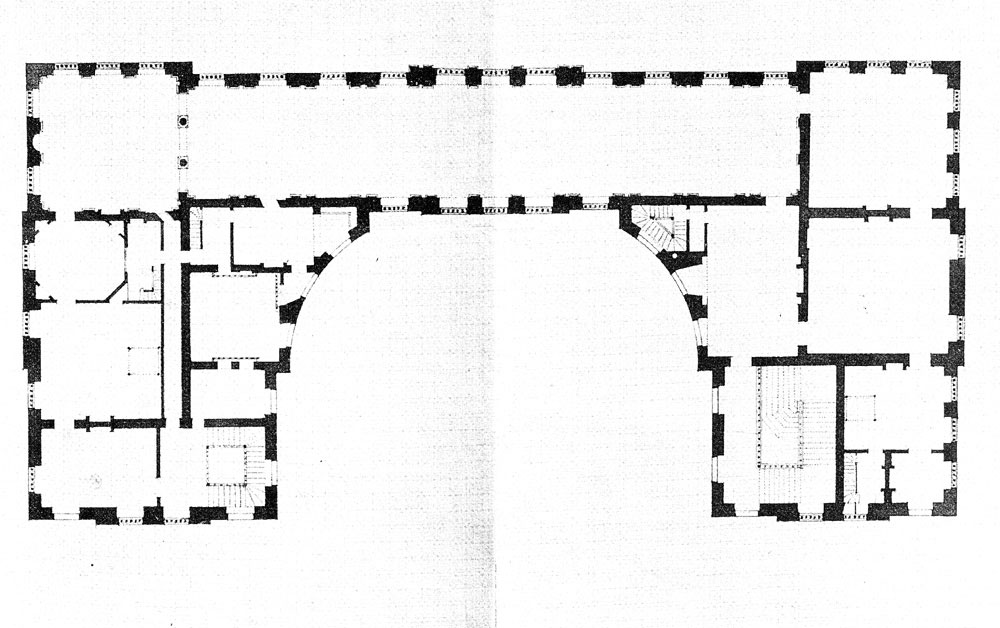
Plan du premier étage du château de Choisy, vers 1690.
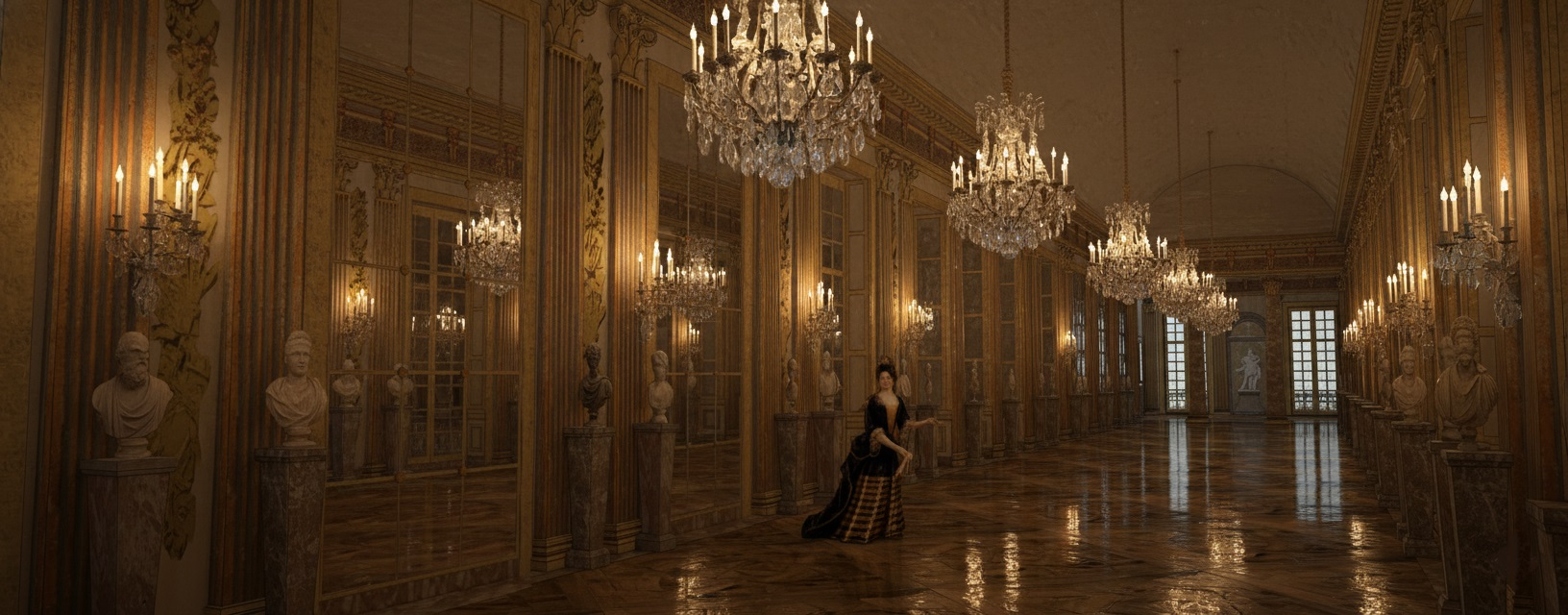
Restitution de la galerie du château créée par la Grande Mademoiselle (état Louvois avec les bustes).
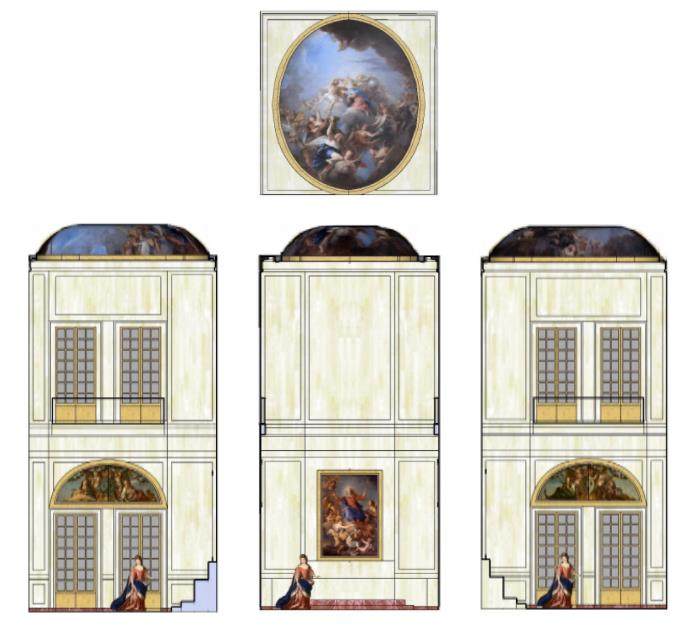
Schéma des coupes de la chapelle de Choisy, avec les peintures de Charles de La Fosse.

#### Les parterres de broderies au temps de la Grande Mademoiselle
Le parterre principal est celui donnant sur la Seine. André Le Nostre a utilisé un plan avec perspective fuyante, pour faire paraître le parterre plus grand qu'il n'était en réalité, du fait du faible espace entre le château et la Seine. On découvrait effectivement le trafic fluvial depuis le château. Mais le fleuve n'était vraiment visible que du premier étage, au niveau de la galerie dorée.
Un deuxième parterre, plus grand et d'une seule pièce, était disposée au sud du château. Depuis le Grand Cabinet du premier étage, on pouvait apercevoir les deux parterres depuis la même pièce. Ces parterres avaient des bandes fleuries de tubéreuses et autres fleurs dont raffolait l'aristocratie du XVIIe siècle. 

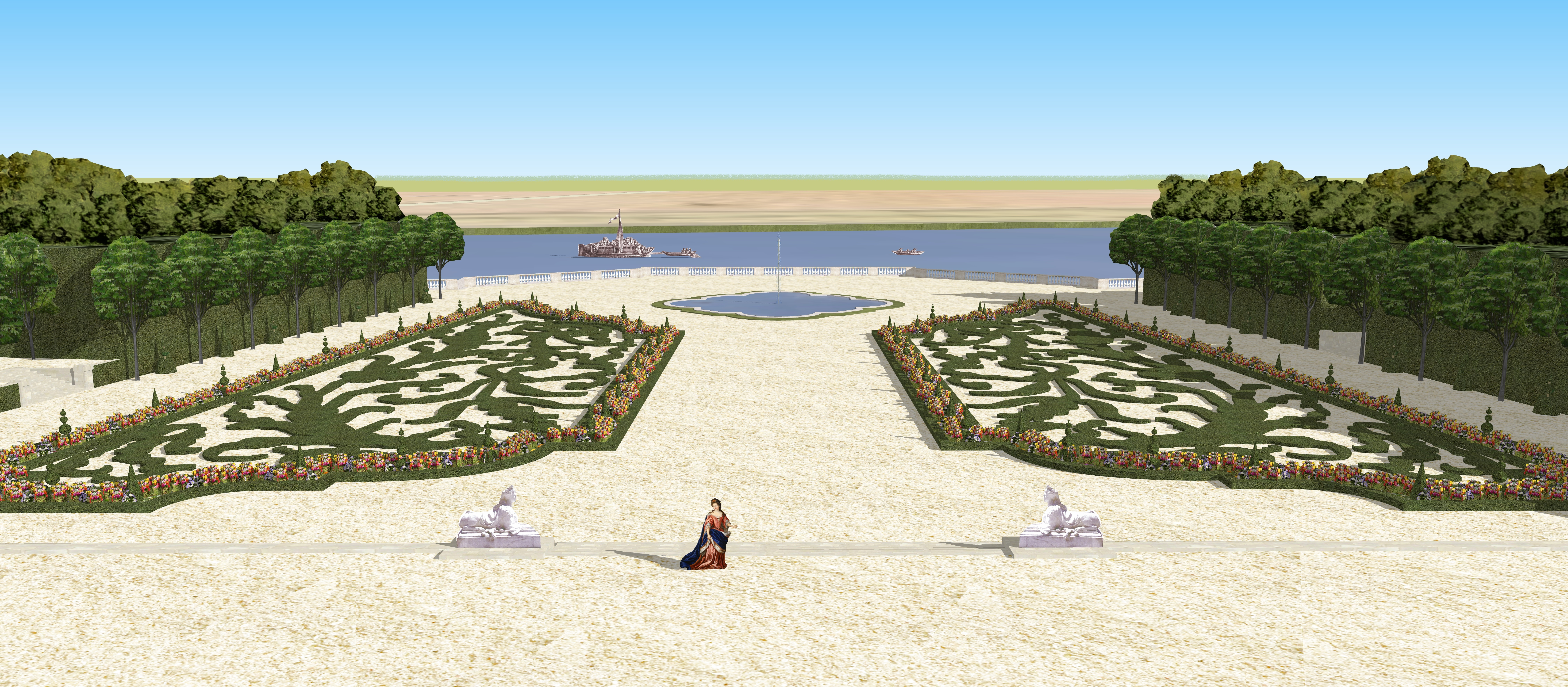
Vue du parterre de Choisy vers 1685 depuis la galerie.
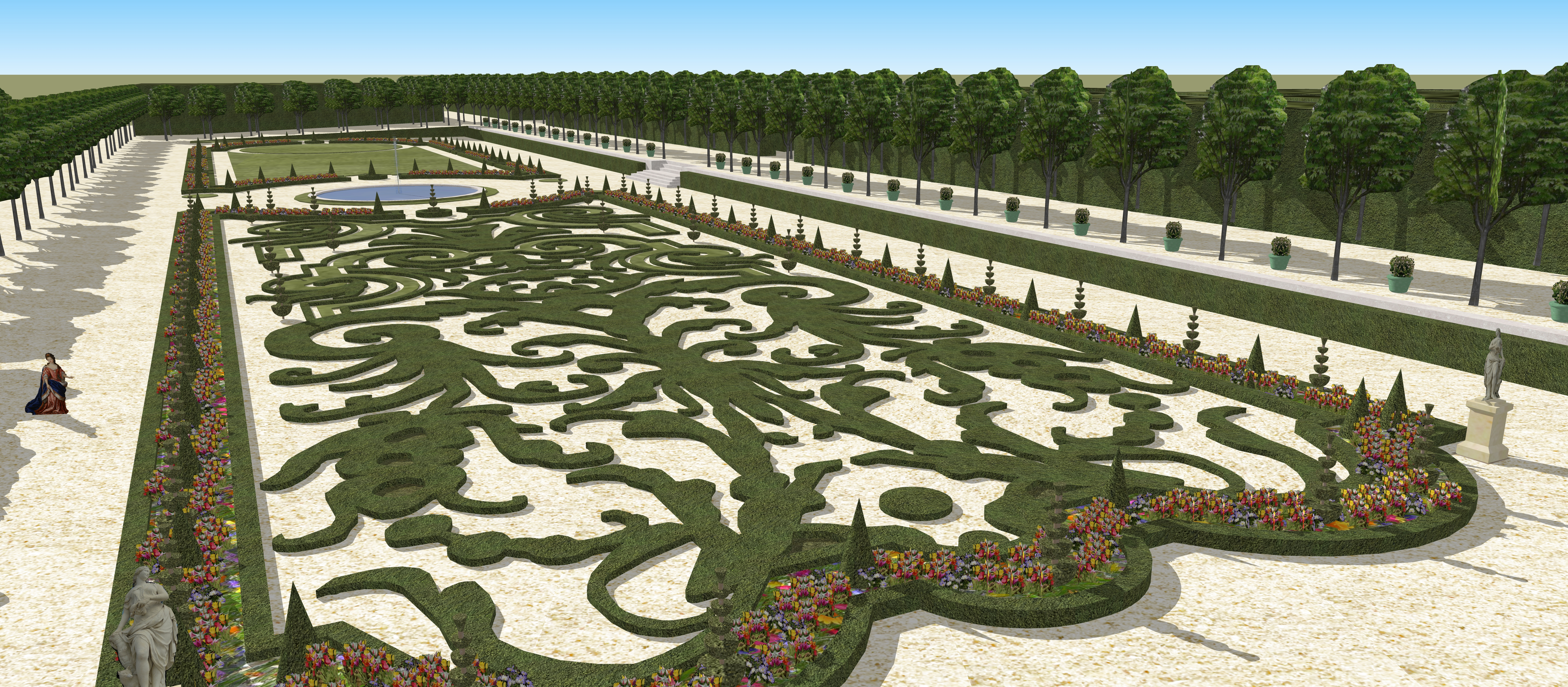
Vue sur le parterre sud vers 1690, depuis le Grand Cabinet du premier étage.

#### L'édification de l'Orangerie
La Grande Mademoiselle fait édifier une superbe et monumentale Orangerie du côté de l'entrée. Le bâtiment est exposé plein sud, comme traditionnellement dans ce type de constructions. Il est entouré de deux galeries de treillages, où voisine un parterre avec un bassin circulaire en son centre. Des appartements permettaient à la princesse de se délasser dans ce lieu voisin du château. 
L'ensemble n'est pas sans rappeler le château de Saint-Cloud appartenant à Monsieur, cousin de la Grande Mademoiselle. En effet, la monumentale Orangerie de Saint-Cloud semble reprise à Choisy, ainsi que les treillages du parterre de Vénus de Saint-Cloud, placés en parallèle à Choisy.  

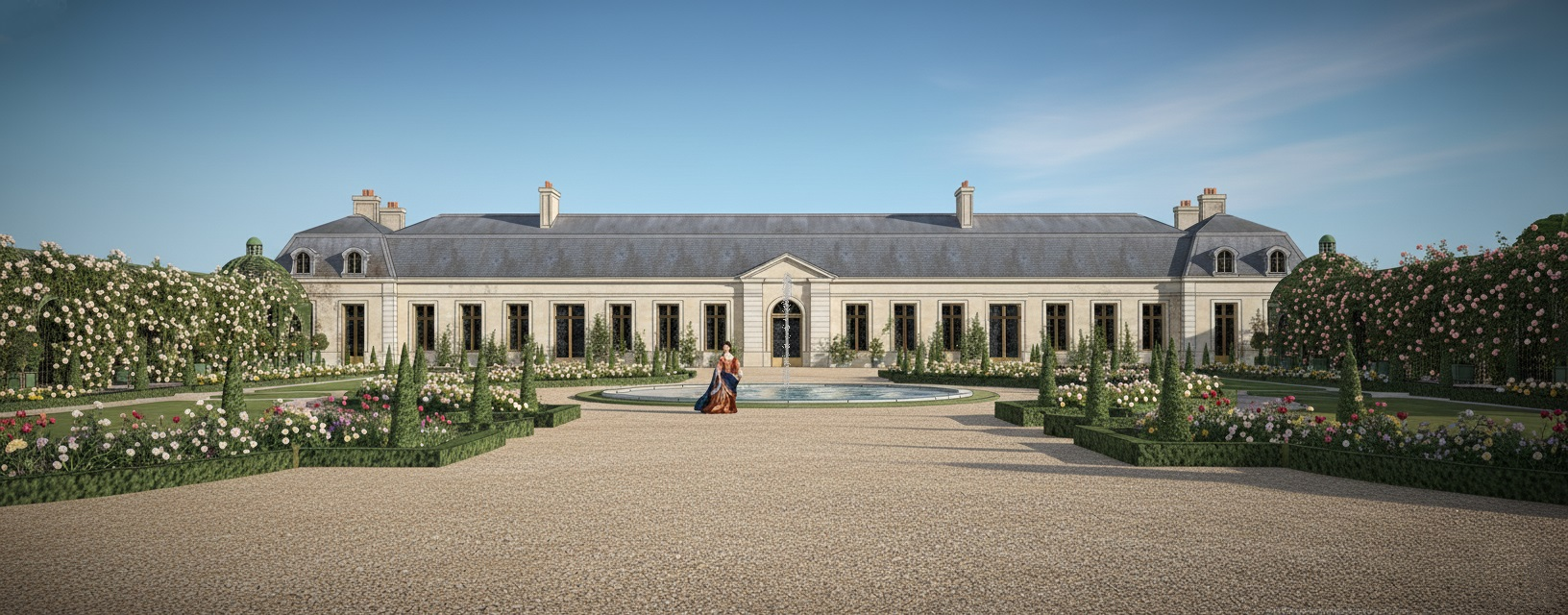
Restitution de l'Orangerie du château de Choisy vers 1690.
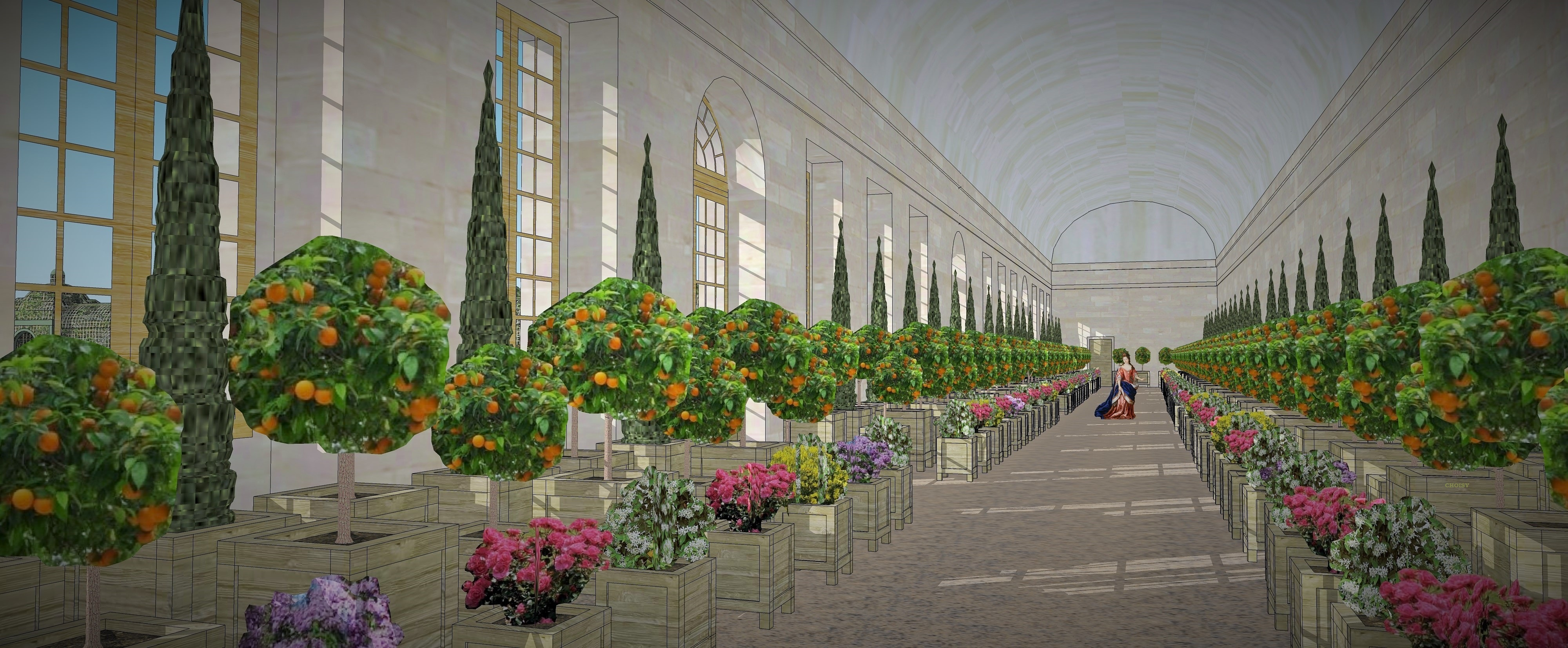
Restitution de l'intérieur de l'Orangerie de Choisy vers 1690.

#### Les bosquets et les grandes salles de verdure
Choisy possédait des bosquets, dont les goulottes (sortes de petites cascades) ainsi que de grands espaces plats plantés d'arbres, ce qui offrait de grands espaces symétrisés par des allées rectilignes.
On trouvait la salle de l'Octogone, près du grand bassin du vertugadin, ainsi qu'une salle des marronniers juste à côté.
Ces grands espaces étaient propices à de longues promenades et aux discussions entre aristocrates.

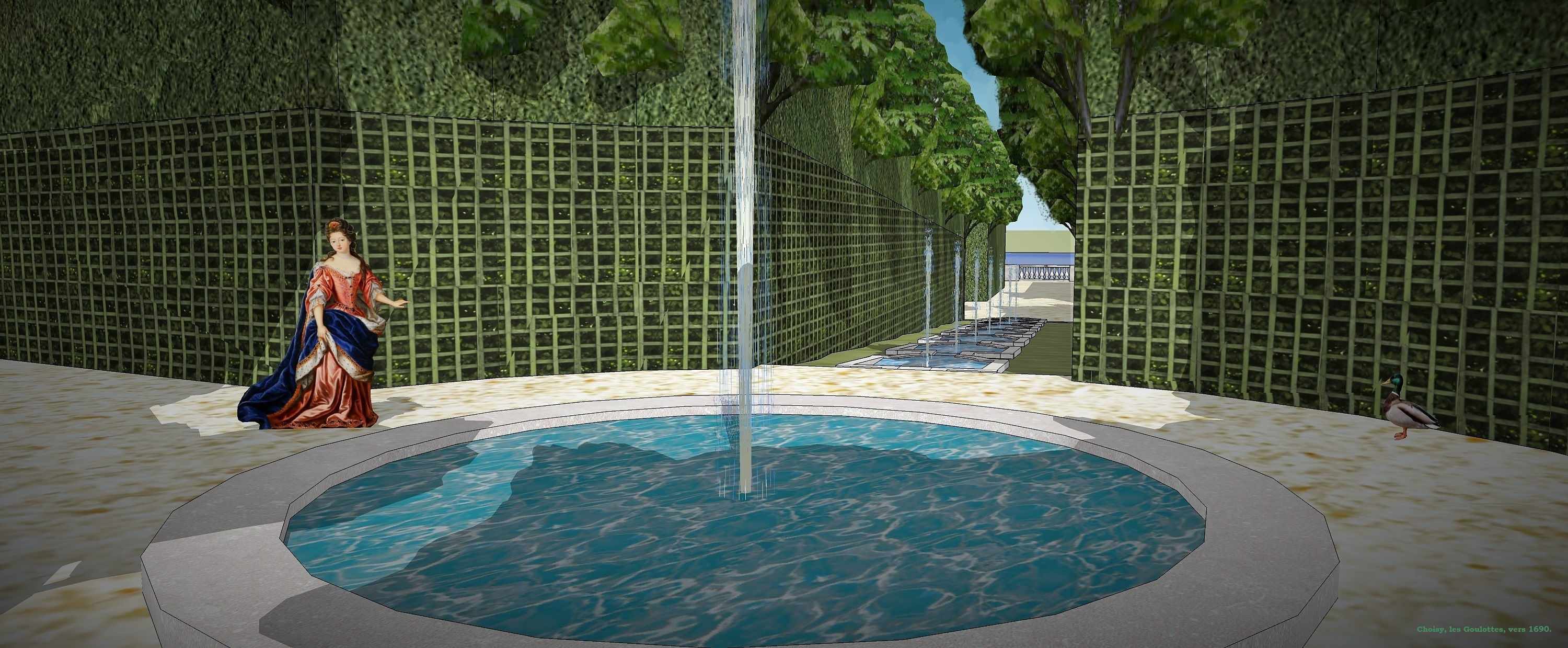
Les Goulottes de Choisy vers 1690, au nord du parterre du château.
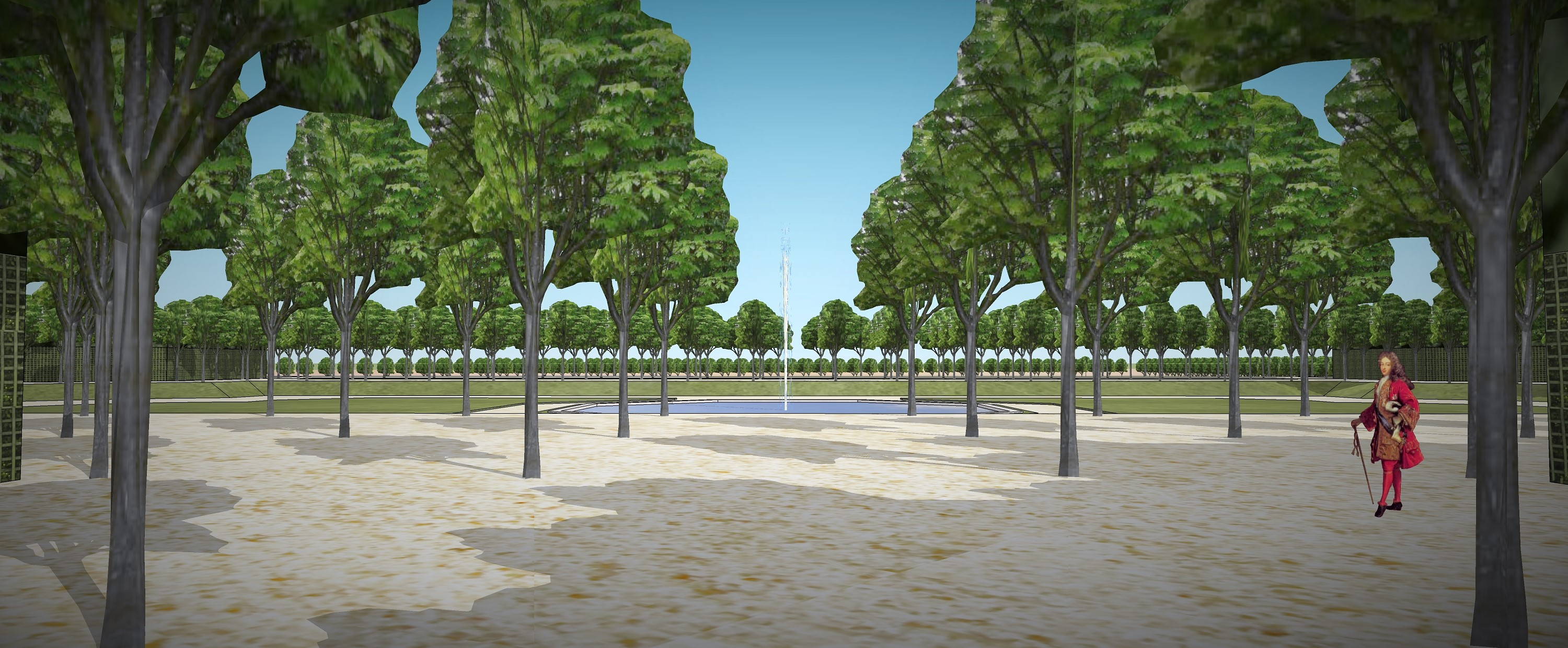
Salle du boulingrin, vue depuis l'entrée du milieu vers les jardins bas, vers 1693.
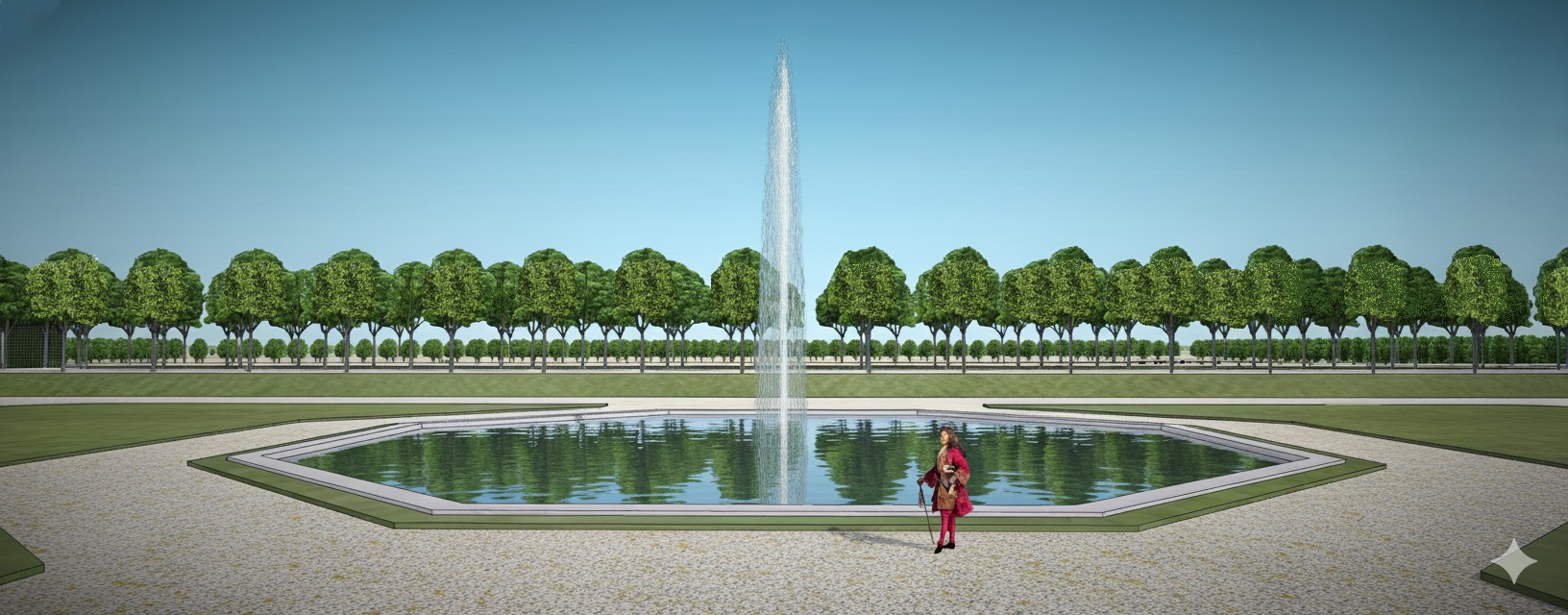
Salle du boulingrin, autre vue sur le bassin octogone vers 1693.

#### Les points de vue depuis le jardin
Le site de Choisy était assez plat, ce qui a obligé Le Nostre de faire réaliser des terrassements pour élever une partie des jardins, notamment l'exemple du vertugadin. De cet espace situé au bout du jardin, au niveau du grand bassin d'Orly, se découvrait un des plus beaux points de vue de Choisy sur la Seine. Du même endroit se découvrait sur la droite les parcs des châteaux de Villeneuve-le-Roi et d'Orly, ainsi que sur la gauche, Villeneuve-Saint-Georges et son château de Beauregard.

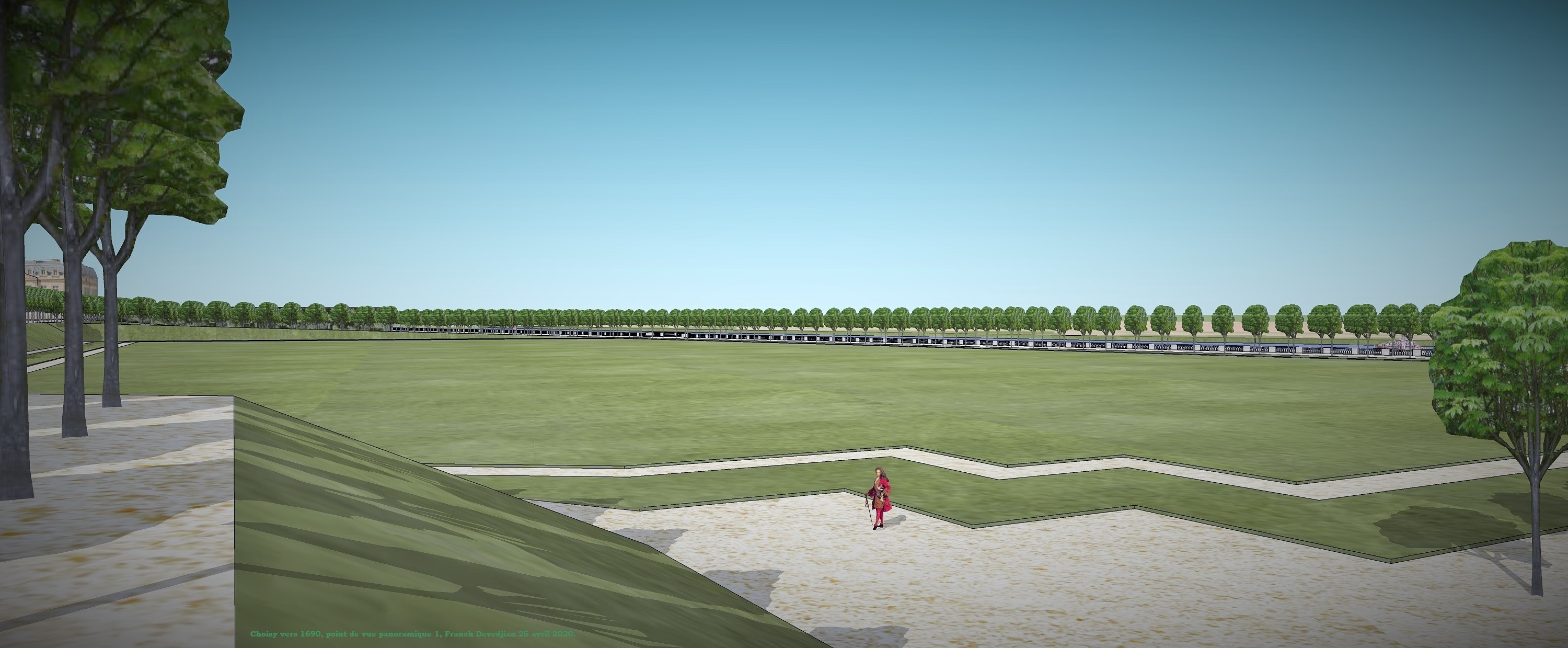
Vue panoramique de Choisy (1) depuis le Vertugadin, vers 1690.
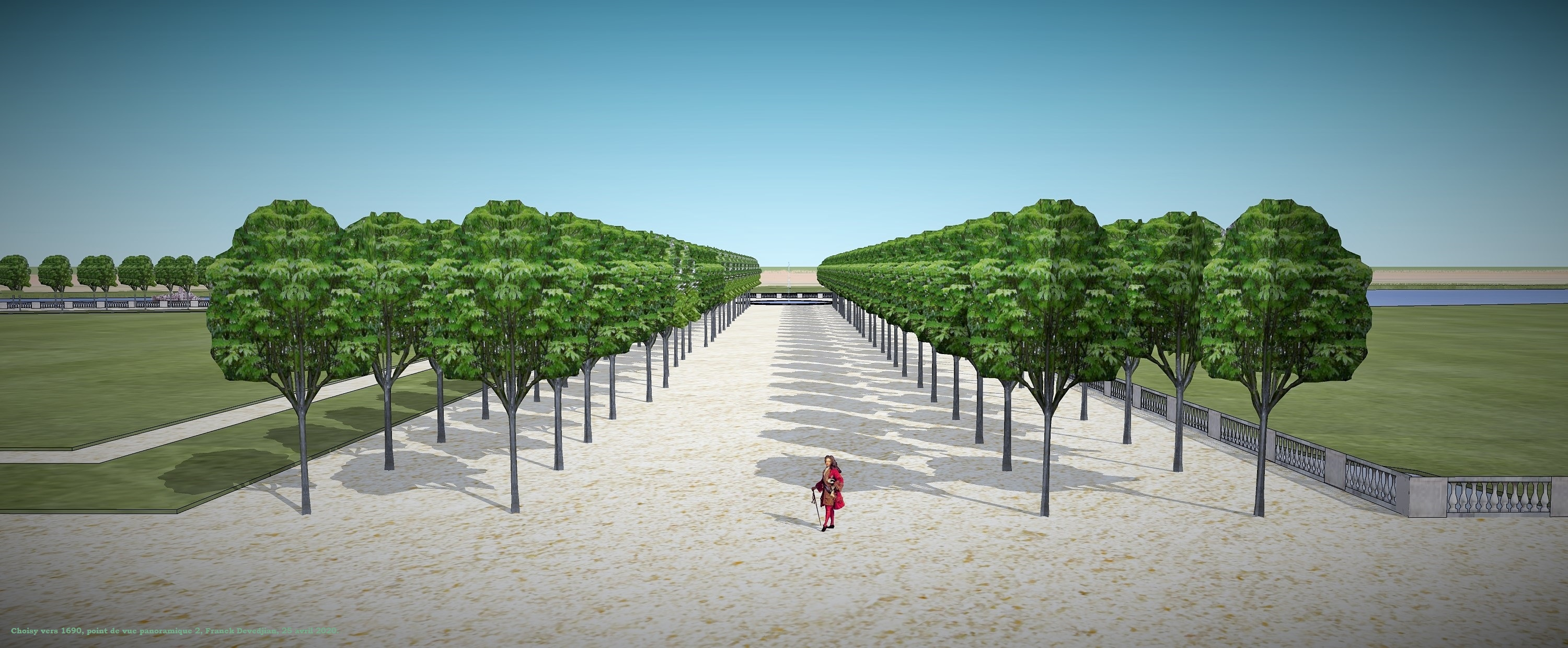
Vue panoramique de Choisy (2) depuis le Vertugadin, vers 1690.
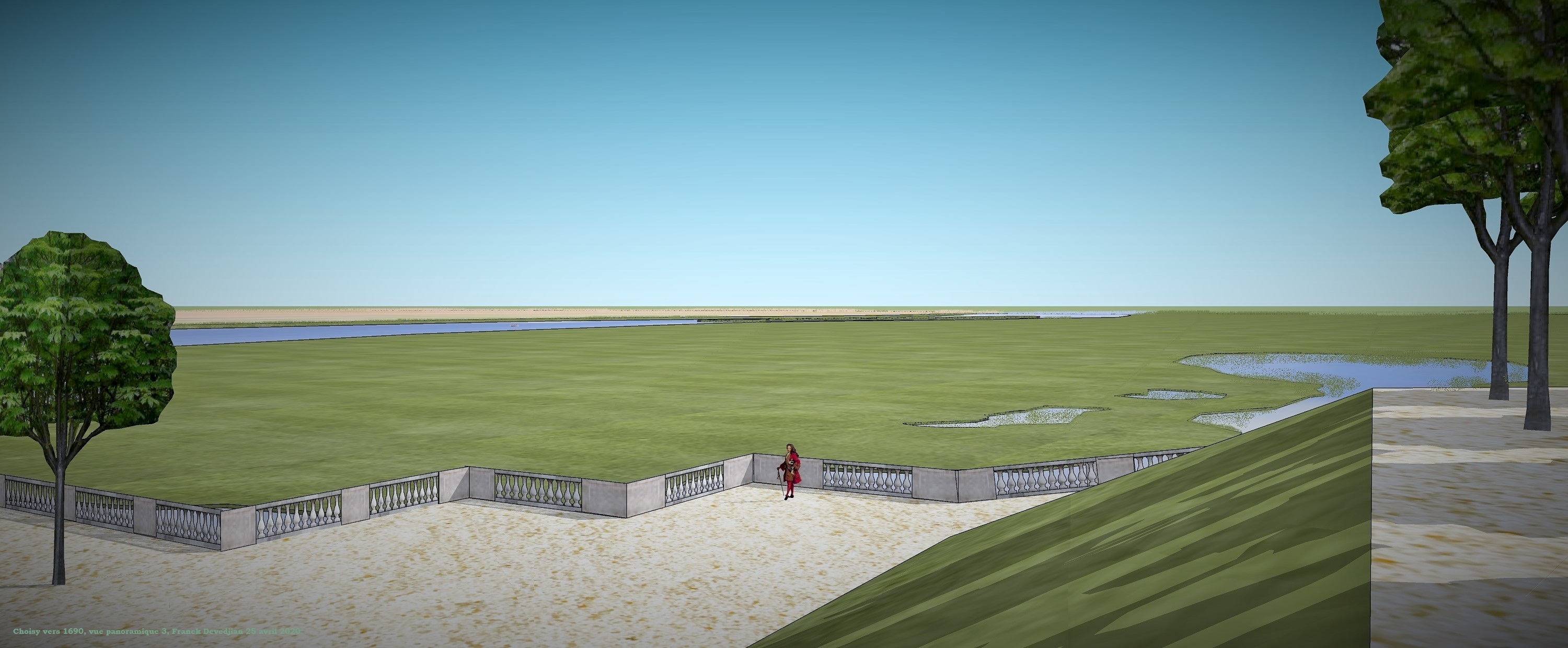
Vue panoramique de Choisy (3) depuis le Vertugadin, vers 1690.

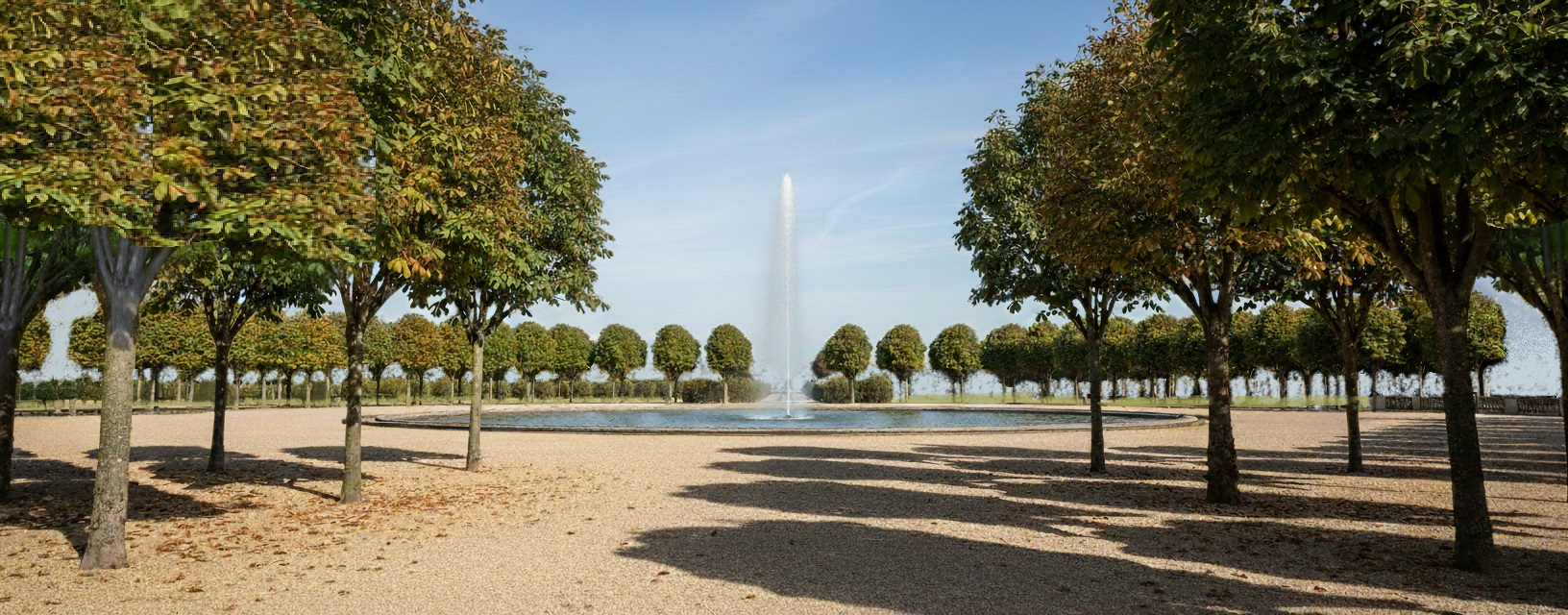
Vue sur le grand bassin d'Orly, au bout du parc, près du Vertugadin, 1690.
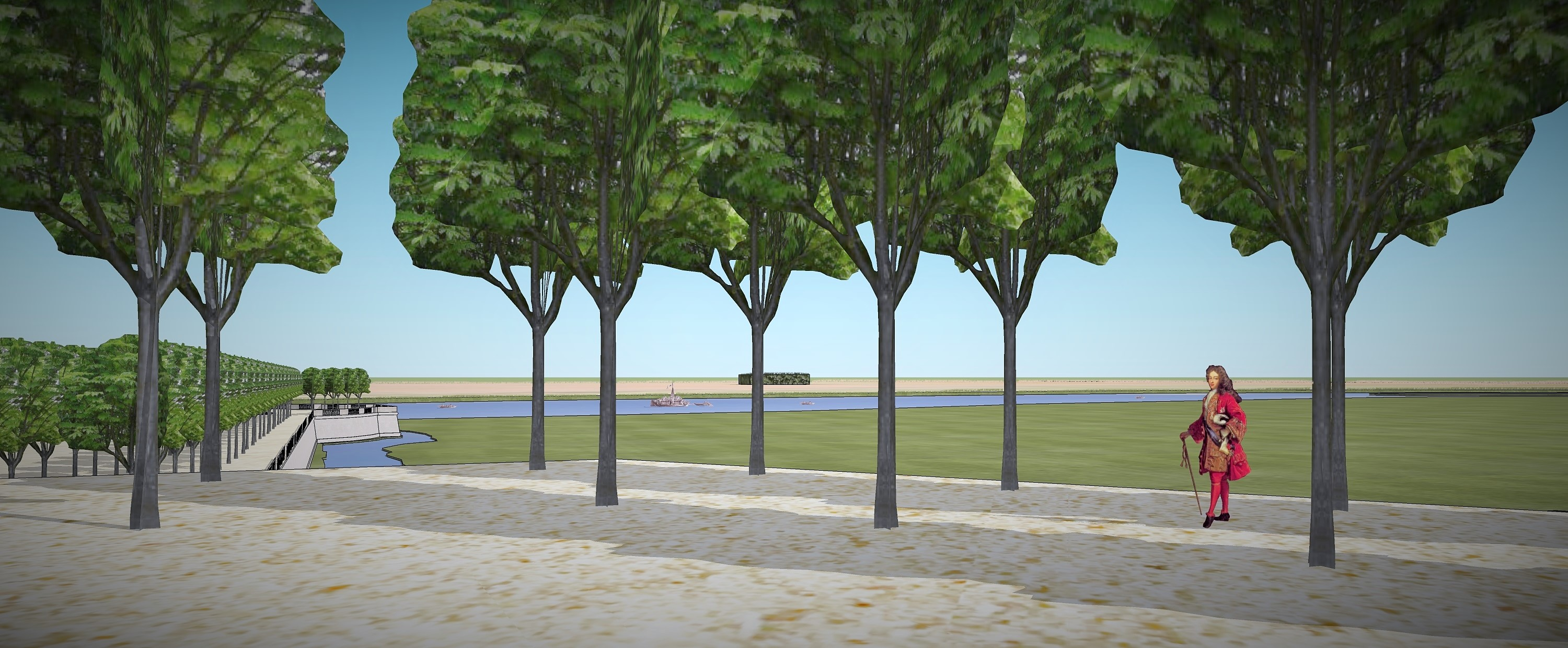
Point de vue depuis le bout du jardin à Choisy, au niveau du grand bassin d'Orly vers 1690-1700.
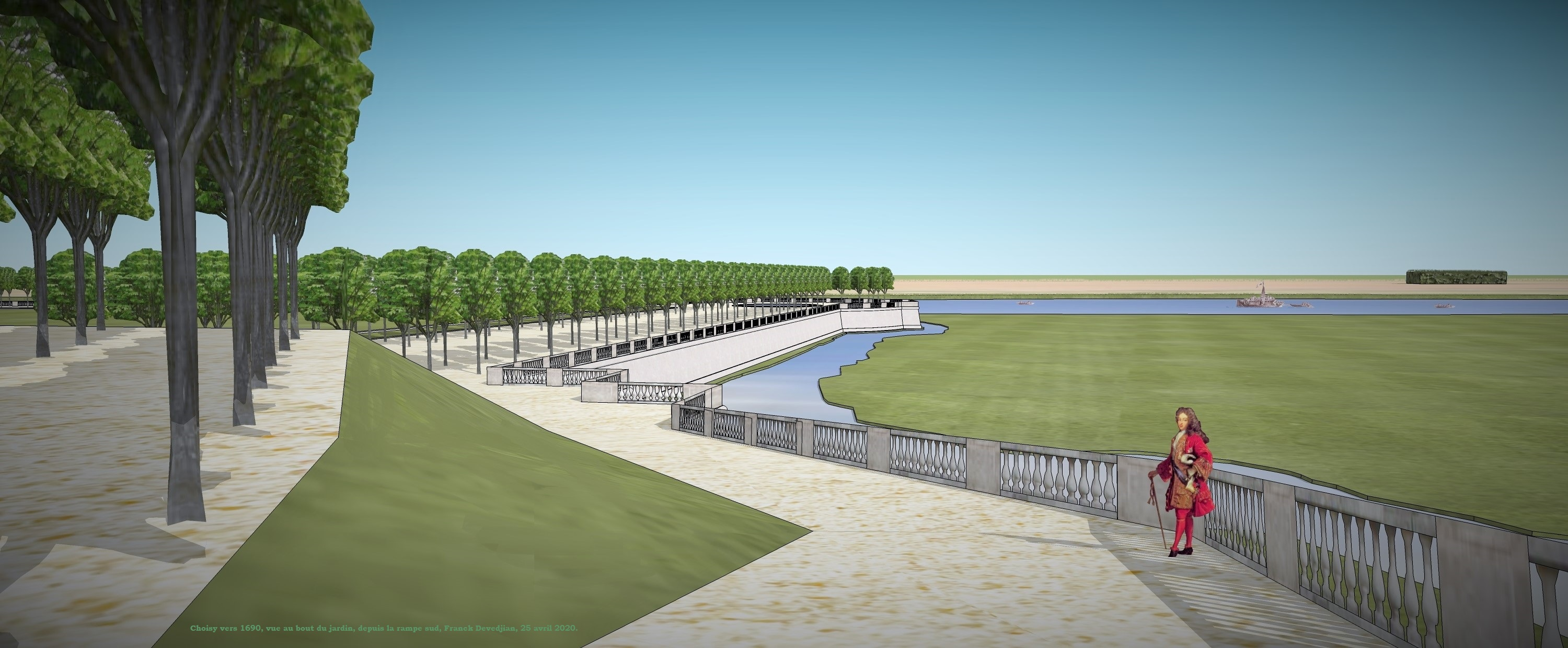
Jardins de Choisy vers 1695 depuis la rampe sud du Vertugadin, au bout du jardin.

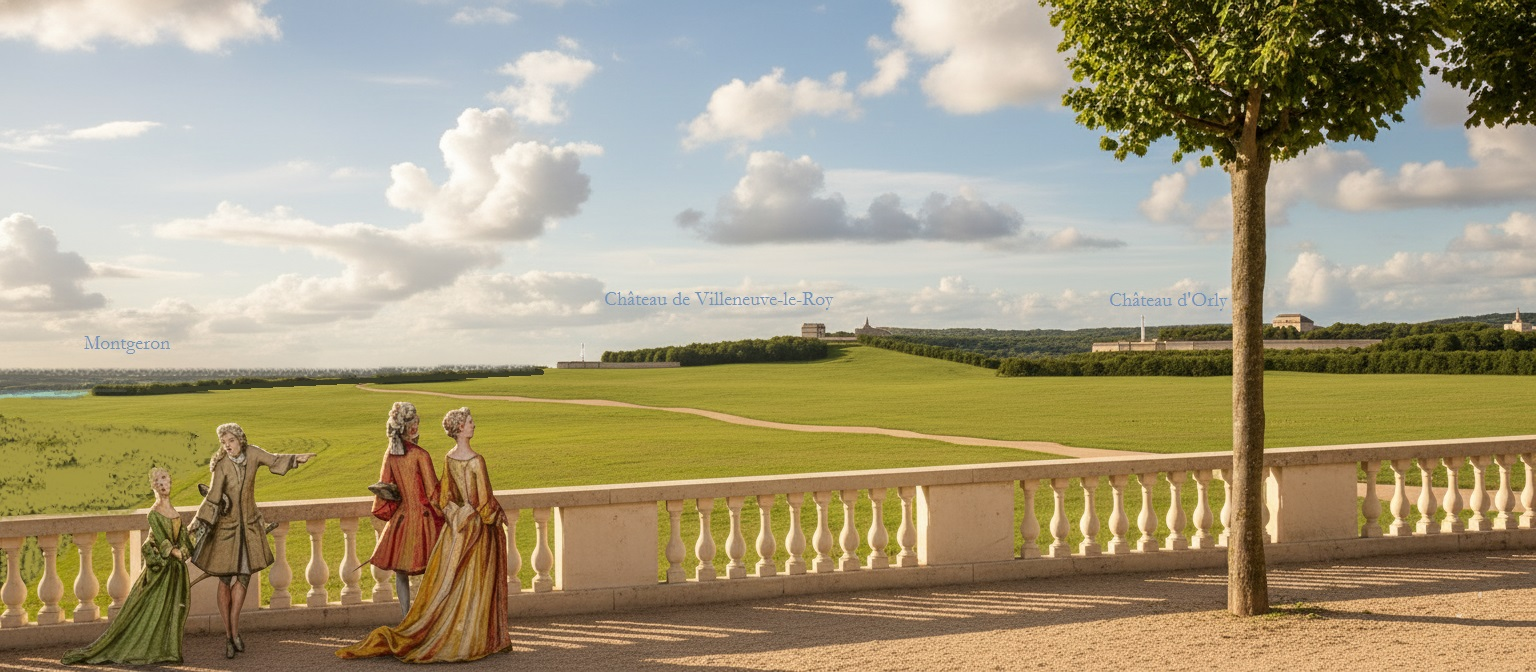
Vue panoramique depuis le bassin d'Orly du château de Choisy, début du XVIIIe siècle.

### Monseigneur, fils de Louis XIV (1693-1695)
Mademoiselle le lègue à sa mort en 1693 à Monseigneur, dit le Grand Dauphin, Louis de France (1661-1711), qui l'échange contre le château de Meudon à Anne de Souvré, veuve de Louvois : le roi préférait que son fils ne s'éloignât pas de Versailles.

### Mme de Louvois (1695-1715)
Anne de Souvré possède le château de Choisy de 1695 à 1715. Toute la famille Le Tellier fit de Choisy son château familial, après avoir dû céder le château de Meudon puis le château de Chaville.

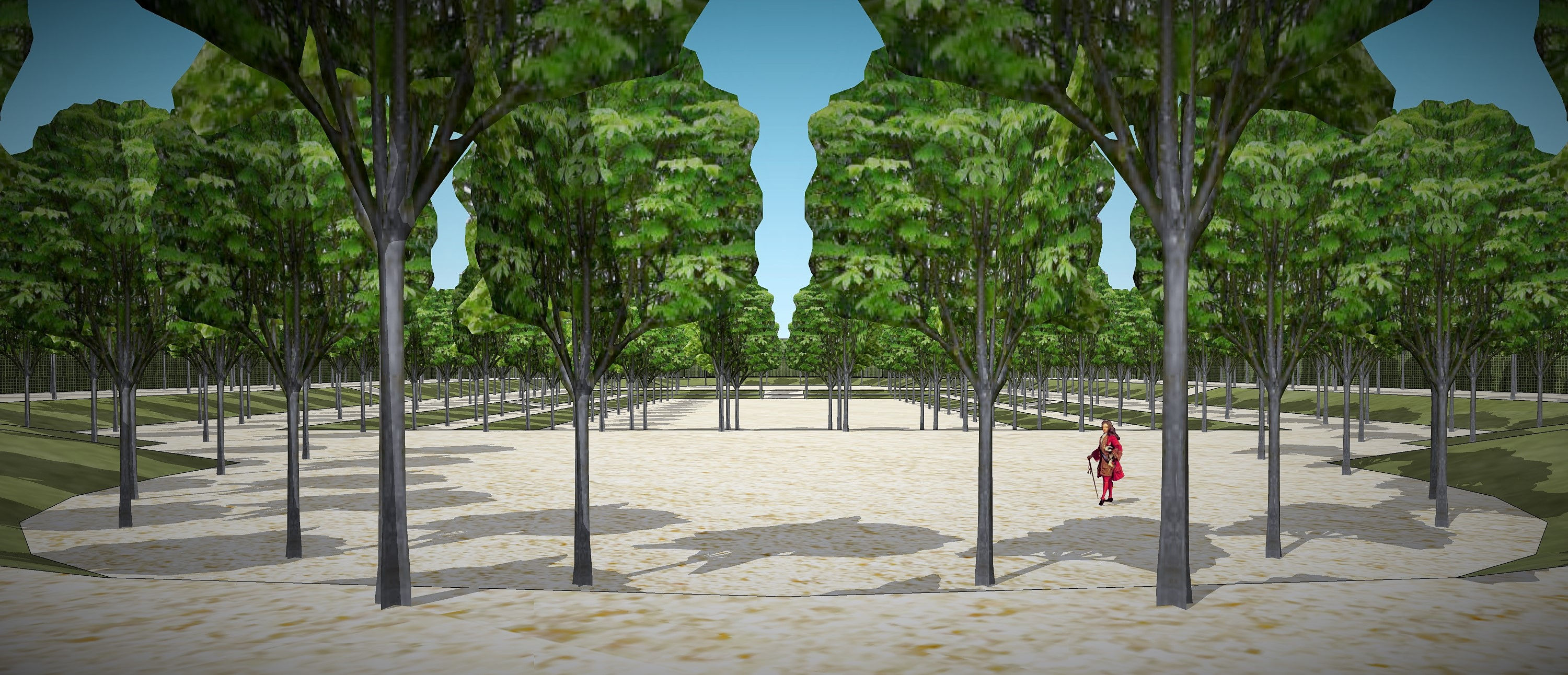
Salle des marronniers de Choisy, vue depuis le fond.
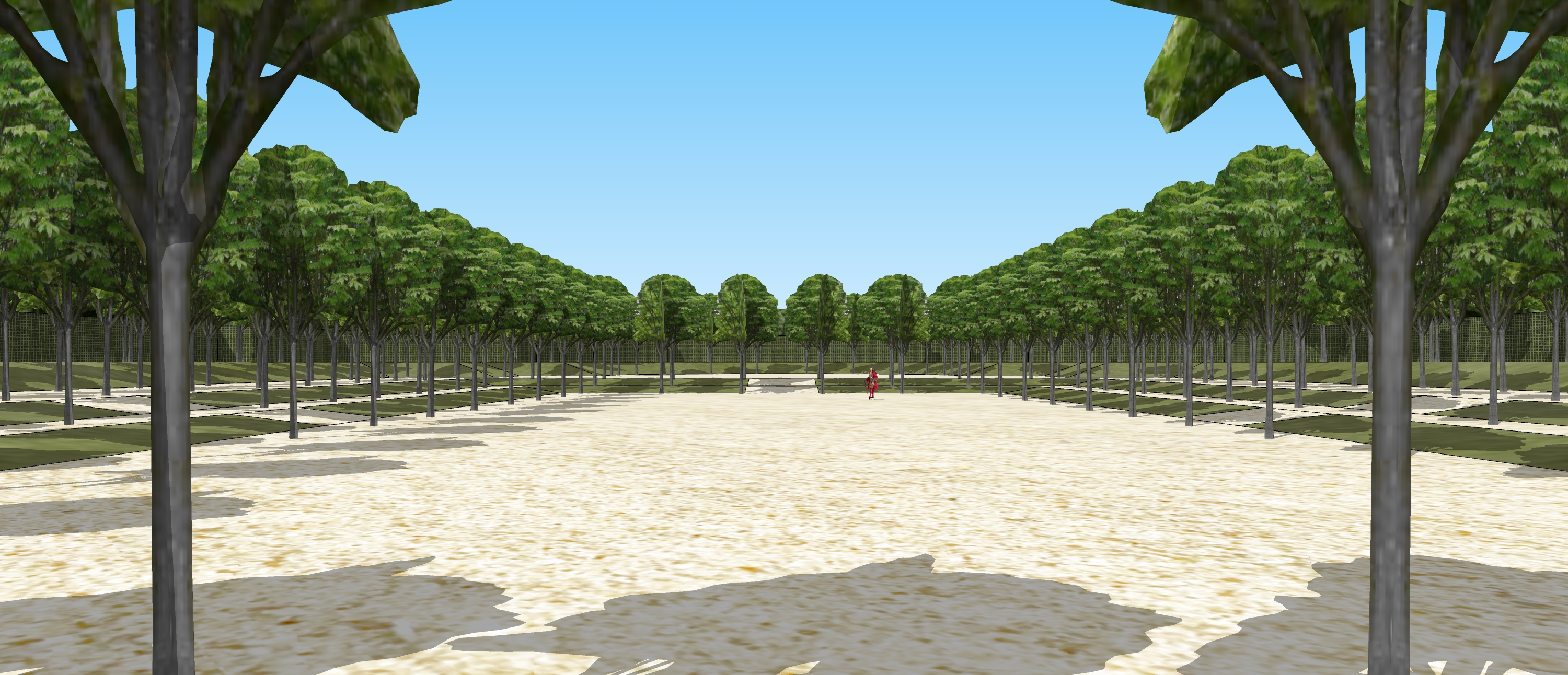
Salle des marronniers de Choisy, vue de l'espace central.

## Les agrandissements auXVIIIesiècle

### La princesse douairière de Conti, fille de Louis XIV (1716-1739)
En 1716, il est vendu à Marie-Anne de Bourbon (1666-1739), princesse douairière de Conti, (Mademoiselle de Blois), fille légitimée de Louis XIV et de Mademoiselle de La Vallière, qui le prolonge d'une longue aile sur le jardin. Curieux des splendeurs françaises, Pierre le Grand y passa alors. Après la disparition de la princesse de Conti en 1739, son héritier, le duc de La Vallière, vendit la même année Choisy, avec son mobilier, à Louis XV. Choisy prend alors le nom de Choisy le Roi.

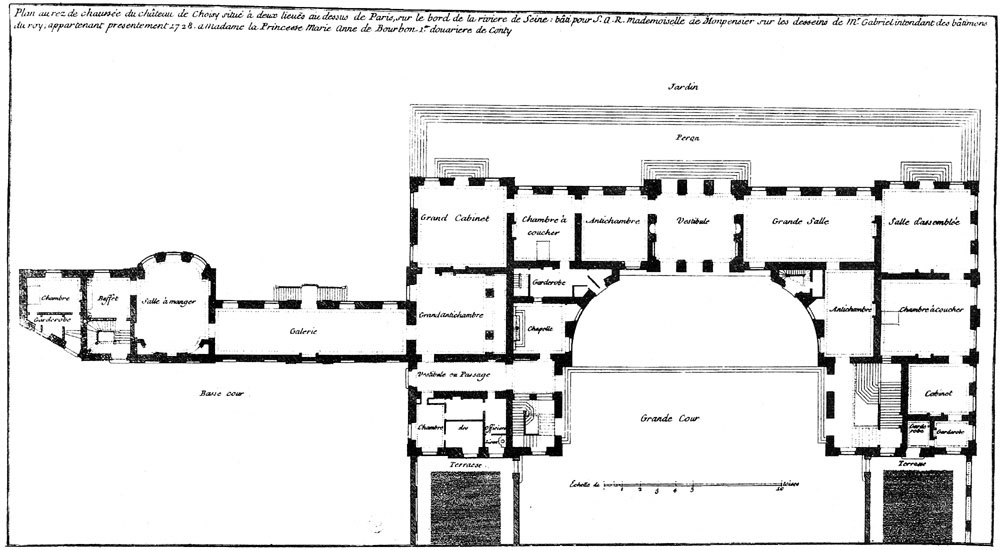
Plan du rez-de-chaussée du château avec les agrandissements de la princesse de Conti.
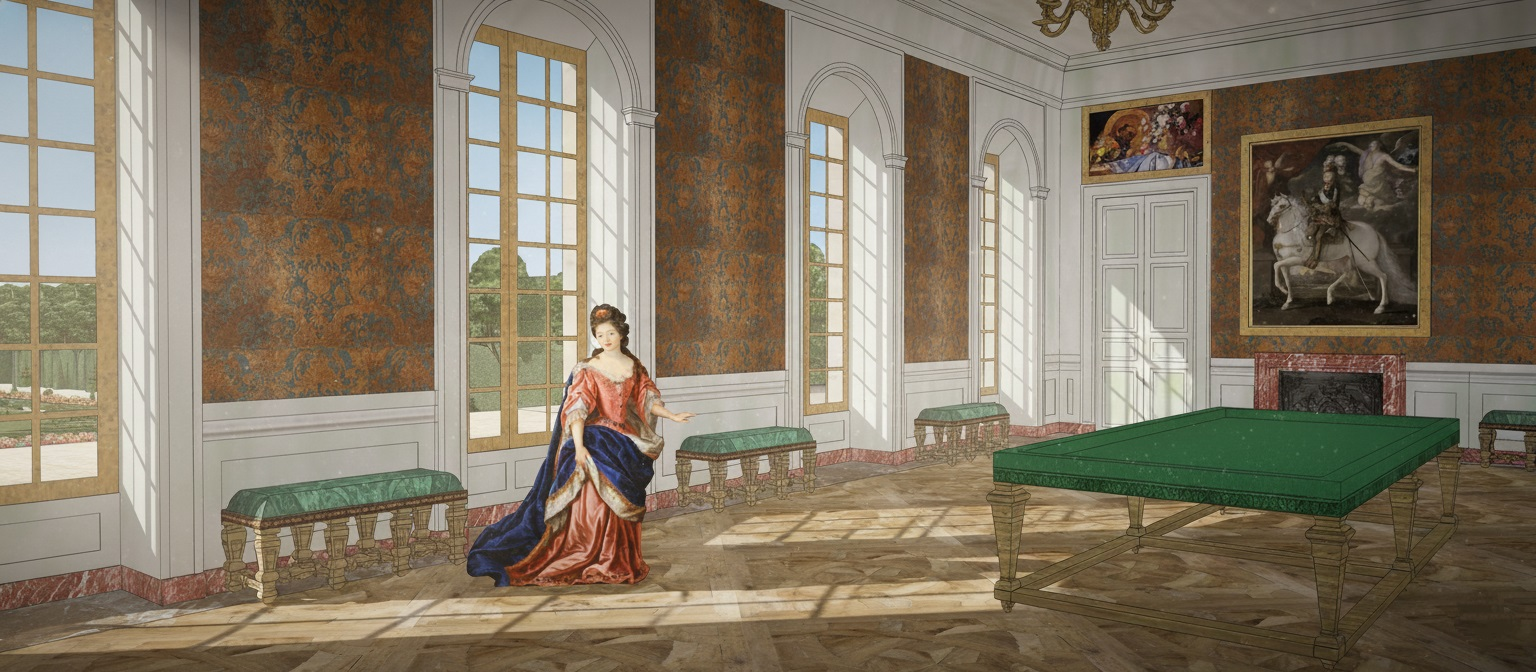
Essai de restitution de la salle du billard de Choisy vers 1730.

### Le château royal de Louis XV (1739-1774)

#### Le goût particulier de Louis XV pour Choisy
Louis XV, désireux de disposer d'une résidence à proximité de la forêt de Sénart, dans laquelle il aimait chasser, ne cessa de faire apporter au château de Choisy des embellissements, par son Premier architecte, Jacques-Ange Gabriel, qui poursuivit ainsi l'œuvre de son père.
Avec l'accroissement de la famille royale, le corps central du château est doublé en profondeur. On construit une salle de spectacles, des écuries, une orangerie, un pavillon des bains. En 1754, Gabriel élève le Petit château, maison particulière du roi, abritant la célèbre table volante, montant mécaniquement du sous-sol toute dressée. Les meilleures artistes et artisans conjuguèrent leur talent pour orner la demeure de la famille royale considérée comme une des expressions les plus abouties de ce « moment de perfection de l'Art français » que fut le règne de Louis XV. Celui-ci considéra toujours Choisy comme sa maison familiale à l'inverse de Versailles, Fontainebleau et Compiègne, résidences officielles. Parmi les décorateurs figurent Desportes, Oudry, Jean-Jacques Bachelier. 
Louis XV fait également reconstruire par Jacques-Ange Gabriel, à partir de 1748, l'église paroissiale de Choisy, toujours existante au XXIe siècle. 
L'aspect du domaine à cette époque est connu notamment par la description qu'en fait Dezallier d'Argenville

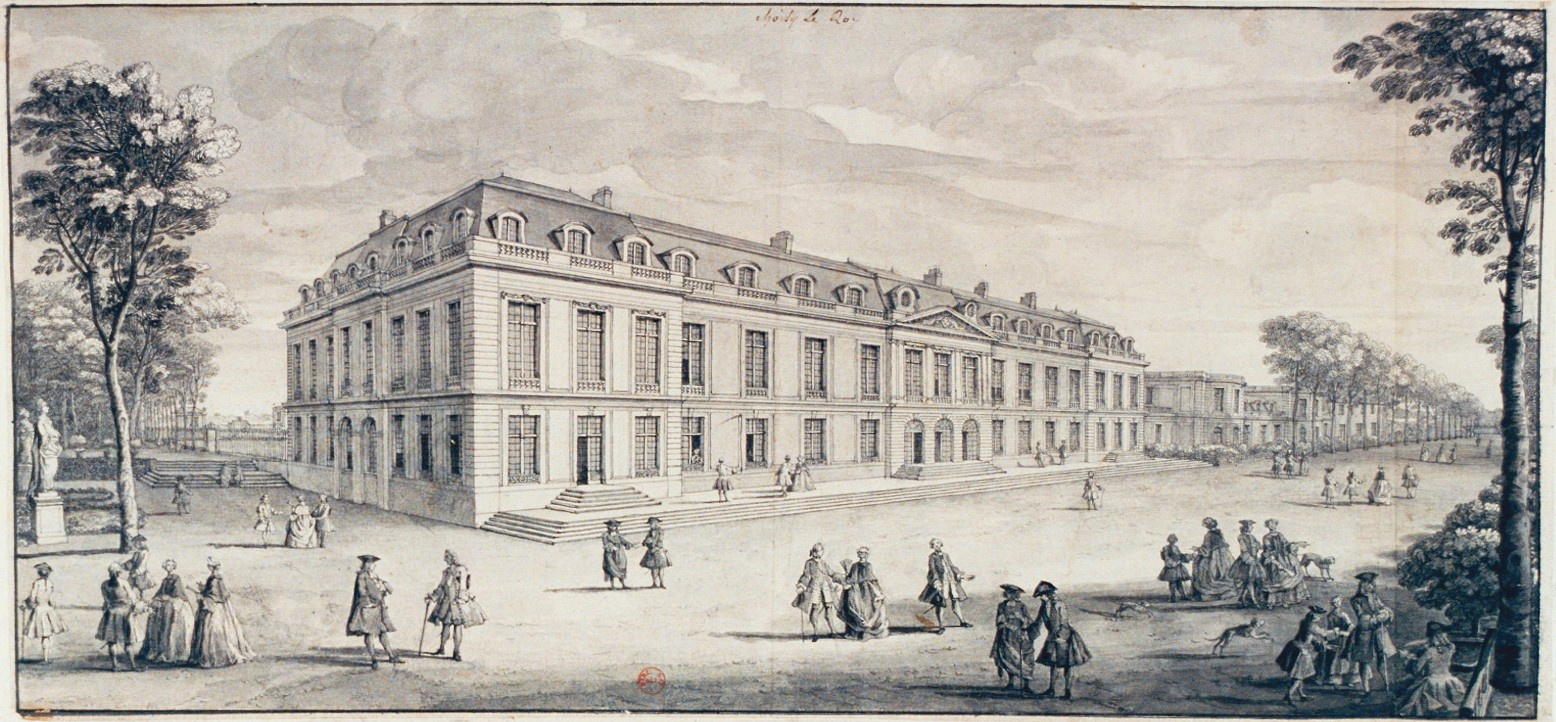
Le château de Choisy après les premiers agrandissements de Louis XV.
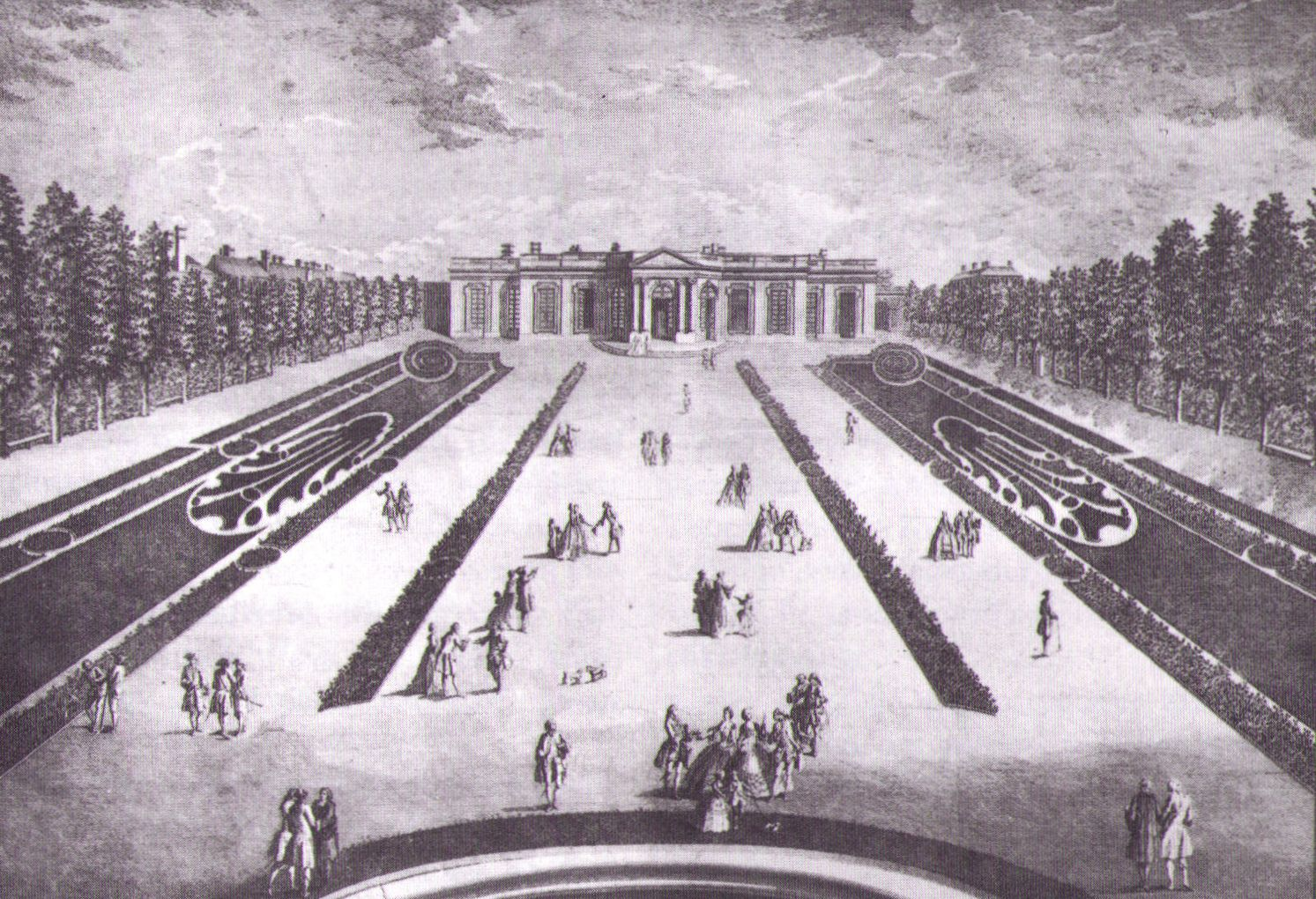
Le Petit Château.
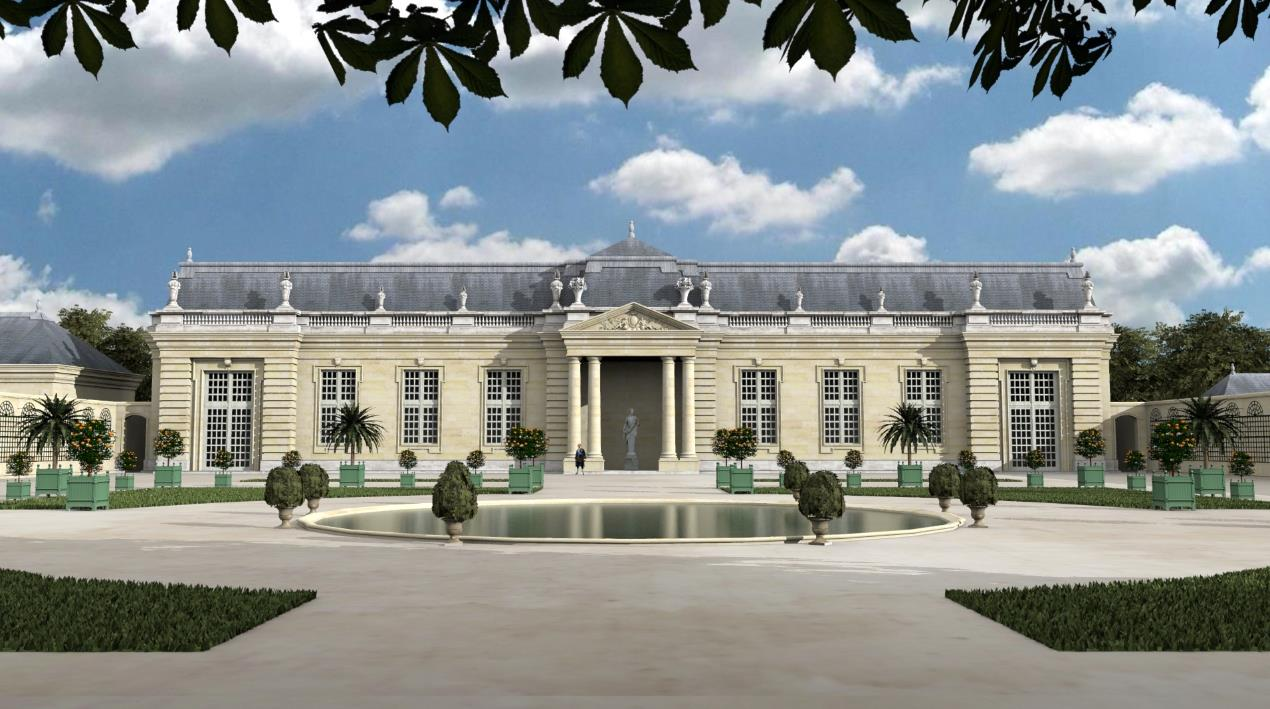
Vue d'artiste de l'orangerie de Choisy édifiée sous Louis XV par l'architecte Ange-Jacques Gabriel.

##### VénusouDiane au bain

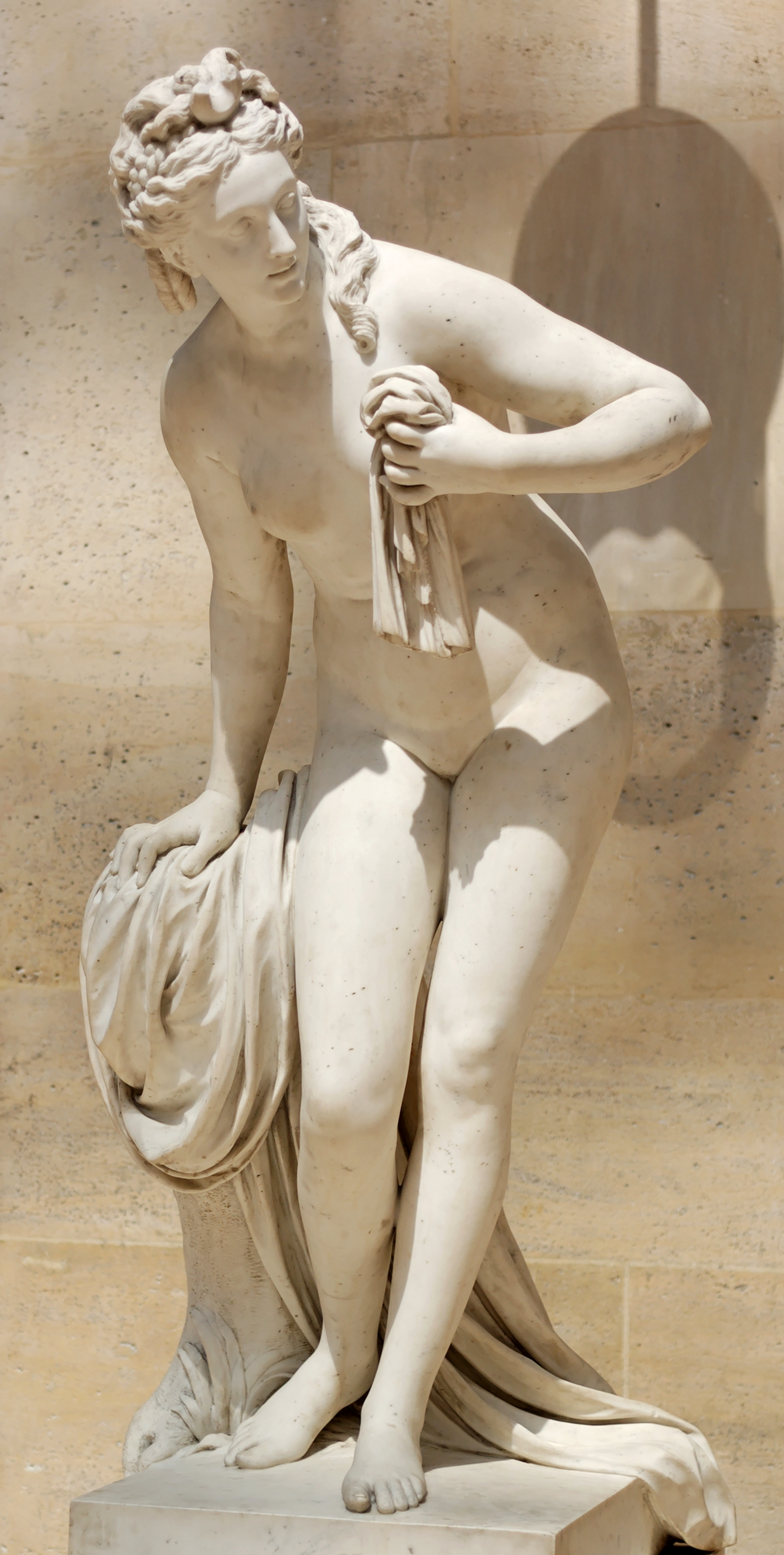
Diane au bain (1778), Paris, musée du Louvre.

En 1755, le marquis de Marigny, directeur des Bâtiments du Roi, passe commande à Christophe-Gabriel Allegrain d'une Vénus pour le château de Choisy. L'esquisse en terre-cuite est présentée au salon de 1757, mais n'est guère remarquée. En 1767, le grand marbre est achevé et exposé dans l'atelier du sculpteur. La même année, il est présenté au Salon, et reçoit des éloges, notamment de Denis Diderot dont le commentaire est resté célèbre : « Belle, belle, sublime figure ; ils disent même la plus belle, la plus parfaite figure que les modernes aient faite […] Les belles épaules, qu'elles sont belles, comme ce dos est potelé, quelle forme de bras, quelles précieuses, quelles miraculeuses vérités de nature dans toutes ces parties ». L'œuvre est ainsi unanimement appréciée malgré la mauvaise qualité du marbre fourni au sculpteur, souffrant de plusieurs veines bleuâtres. Il s'agit de la première commande importante passée au sculpteur, et Diderot avouera dans une lettre de mai 1768 au sculpteur Falconet : « Eh bien cet Allegrain dont je n'avais jamais entendu parler, vient de faire une Vénus au bain qui fait l'admiration, même des maîtres de l'art ». Allegrain s'est sensiblement inspiré d'un petit bronze du sculpteur maniériste Jean de Bologne, Baigneuse posant le pied sur un vase de parfum (plusieurs exemplaires connus), reprenant la ligne sinueuse du corps, les épaules tombantes, la poitrine haute et menue, et la coiffure composée de nattes sophistiquées. L'œuvre a intrigué les contemporains par sa pose sensuelle, se penchant en avant, avec une inclinaison délicate de la tête, qui a d'ailleurs nécessité de laisser un pont derrière la nuque pour renforcer la sculpture. Le visage est animé d'un discret sourire et d'un plissement à l'œil gauche, sollicitant la complicité du spectateur. On note le naturalisme du corps, les chairs pleines, laissant apparaître des bourrelets et plis sur le ventre, les hanches, et le creux du bras, si admirés par Diderot. La sculpture est acquise par Louis XV qui l'offre en 1772 à sa favorite madame du Barry, qui l'installe alors dans le parc du château de Louveciennes.

#### Madame de Pompadour à Choisy
Madame de Pompadour fait de fréquents séjours à Choisy à partir de 1746, et aura un appartement au premier étage au-dessus de celui du roi.
Des archives et des mémoires ont permis de reconstituer en partie la vie de Louis XV, de la marquise de Pompadour et d'une partie de la cour dans le château de Choisy, pour l'occasion nouvellement aménagé au goût du roi et de sa maîtresse, bienfaitrice des arts, des sciences et des lettres. Il était donné notamment des soupers fins, avec une trentaine d'invités, parfois plus, où les convives donnaient libre cours à leur désir et à leur goût en matière de cuisine et de gastronomie. Le service en effet était « à la française», c'est-à-dire avec de trois à cinq services où étaient présentés à chaque fois plusieurs dizaines de plats différents répartis sur les tables. Le vin qui n'était jamais présent sur la table (comme les verres) était servi « à la demande », puisque les convives avaient la possibilité de demander aux quelques valets présents de les servir ou de choisir des vins disponibles ou encore en cave. Très différents du protocole accompagnant les repas officiels du château de Versailles, ces soupers participent à l'essor de la cuisine et de la gastronomie moderne, à l'origine de la cuisine française telle qu'elle est encore aujourd'hui célébrée en France et à l'étranger : produits de qualité (écrevisses), poissons, volailles, gibiers et viandes de boucherie (veau, bœuf, agneau), cuisine au beurre, légumes verts, fruits de saison, cuisine simple mais inventive, cuissons réduites, cuisine bourgeoise, art de la table, confort, calme et volupté. L'art de la conversation sans pour autant tomber dans la rhétorique et les jeux de mots se marie ici aux arts de la table au service des plaisirs des convives… Paradoxalement, c'étaient les jours en maigre, lorsqu'il n'y avait que des produits de la mer ou de rivière à table, que ces repas étaient les plus luxueux et probablement les plus fins (turbots, truites, esturgeons, bars, écrevisses…).
Ce sont les serres de Choisy qui ont fait connaître l'ananas en France.

### Choisy sous le règne de Louis XVI (1774-1792)
Louis XVI utilisera de moins en moins Choisy jusqu'à ordonner son démeublement en 1787. Pendant la Révolution, le château devient bien national, le roi conservant à son usage le Petit château. Il semble qu'un marchand de matériaux se porte acquéreur de certains lots afin d'en extraire les matériaux les plus vendables. Ne réglant pas son acquisition, il en est évincé. Les précieux décors intérieurs n'auraient été démantelés que sous l'Empire, époque bien indifférente aux boiseries Louis XV dont on ne retrouve pas la trace.

## Le déclin et la destruction, duXIXeauXXesiècle
Dépouillés, les bâtiments abandonnés tombent progressivement en ruine et seront emportés par l'installation du chemin de fer d'Orléans en 1839. Les beaux communs de Gabriel seront utilisés par la faïencerie Boulenger jusqu'à sa fermeture et ne disparaîtront que dans les années 1960, avec les vestiges du Petit château alors retrouvés par Georges Poisson. Conservateur du musée de l'Île-de-France, ce dernier, après une campagne de presse, propose à la ville le transfert des façades du Petit château dans le parc de Sceaux (à l'instar de celles du pavillon de Hanovre). La municipalité, après de longs atermoiements, ne donnera pas suite à cette proposition de sauvegarde. Elle ne s'opposera pas à la destruction de ces vestiges afin de laisser s'édifier un grand projet d'urbanisme inspiré des théories de Le Corbusier[Lequel ?] [réf. nécessaire].
L'ensemble de la ville moderne de Choisy, édifiée dans les années 1960, constituée de nombreuses tours, achève de rendre illisible le discours de l'ancien site historique.

## Les rares vestiges de nos jours

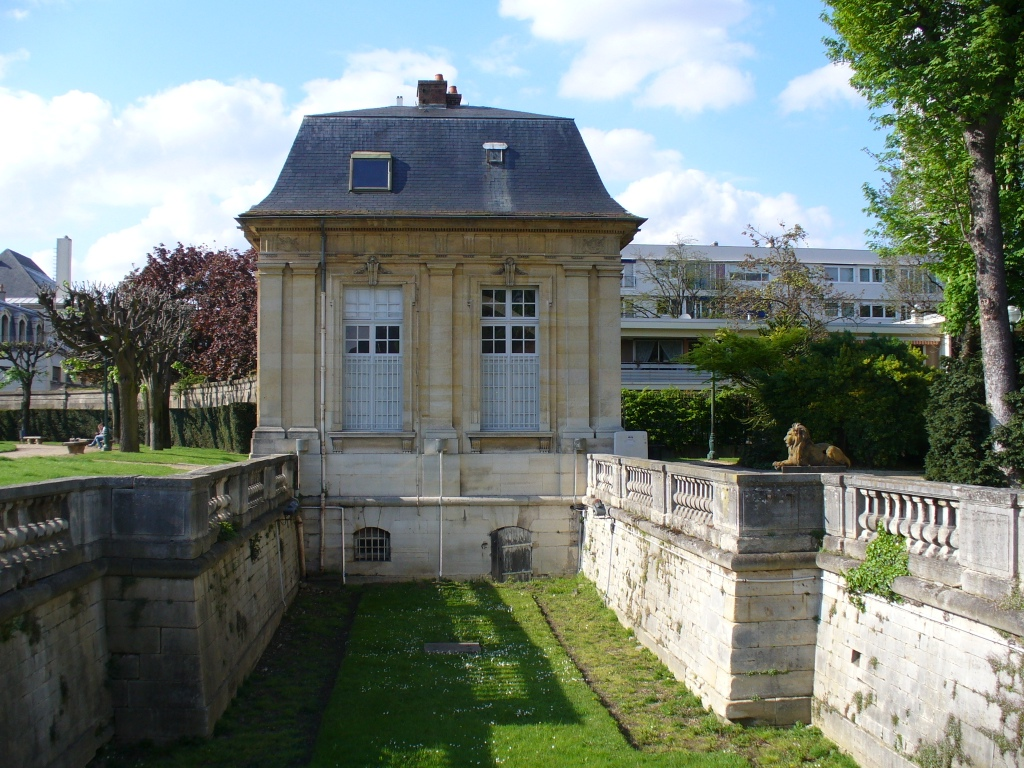
L'un des deux pavillons d'entrée.

Le diplomate Pierre de Menthon y eut sa résidence secondaire pendant quelques années.
Il ne reste aujourd'hui du château de Choisy que de rares vestiges :
- Les deux pavillons d'entrée, encadrant un saut-de-loup et bordés d'un fossé sec, le mur semi-circulaire surmonté de quelques vases (MH).
- Récemment restaurée, l'église paroissiale édifiée par Ange-Jacques Gabriel, devenue cathédrale Saint-Louis-et-Saint-Nicolas, présente à son chevet un unique pavillon royal tourné vers le château et destiné à l'accès de la cour. À l'intérieur, donnant sur le chœur subsistent les loges du roi et de la reine, qui leur permettaient d'assister face à face à la messe, sans être vus depuis la nef.
- Outre les inventaires subsistants du XVIIIe siècle, un grand nombre de meubles, tableaux et objets d'arts sont connus ou réapparaissent sur le marché de l'art.

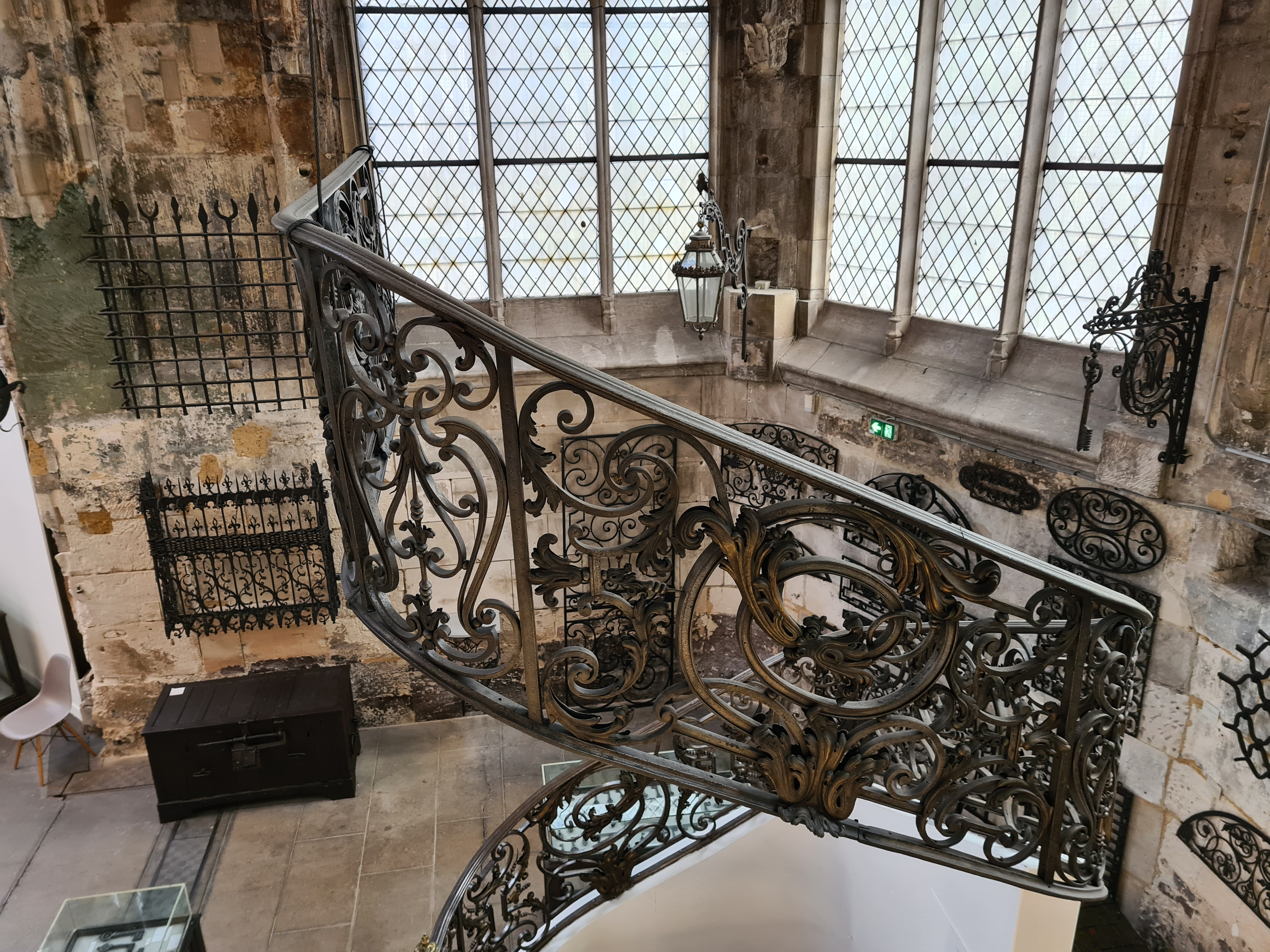
Rampe en fer forgé de l'escalier du château de Choisy le Roi, au Musée Le Secq des Tournelles, à Rouen (partie supérieure).

- Rampe en fer forgé de l'escalier du château de Choisy le Roi, au Musée Le Secq des Tournelles, à Rouen (partie supérieure).La rampe en fer forgé de l'escalier est visible au Musée Le Secq des Tournelles, musée de la ferronnerie, à Rouen[4].

L'aspect du château de Choisy le Roi, dans son état du temps de Louis XV, est aujourd'hui connu par des reconstitutions en 3D,,.

## Anecdote
Selon Jean Aubert, la comptine Nous n'irons plus au bois a été créée dans le parc du château.